# Nagroda Prezesa TVP na Festiwalu Polskich Filmów Fabularnych
Nagroda Prezesa TVP na Festiwalu Polskich Filmów Fabularnych w  Gdyni jest nagrodą pozaregulaminową, przyznawana w konkursie głównym od 2001 roku. Jej pomysłodawcą był ówczesny prezes Telewizji Polskiej Robert Kwiatkowski. W latach 1974–2000, 2009–2010 nagrody nie przyznawano.

## Laureaci nagrody

### 2001-2008
- 2001: List Denijala Hasanovicia
- 2002: nie przyznano
- 2003: Przemiany Łukasza Barczyka
- 2004: Wesele Wojciecha Smarzowskiego
- 2005: Parę osób, mały czas Andrzeja Barańskiego
- 2006: Plac Zbawiciela Joanny Kos-Krauze i Krzysztofa Krauzego
- 2007: Danuta Szaflarska i Sonia Bohosiewicz
- 2008: Mała Moskwa Waldemar Krzystek i Swietłana Chodczenkowa
- 2016: Wołyń Wojciech Smarzowski